# 천부신

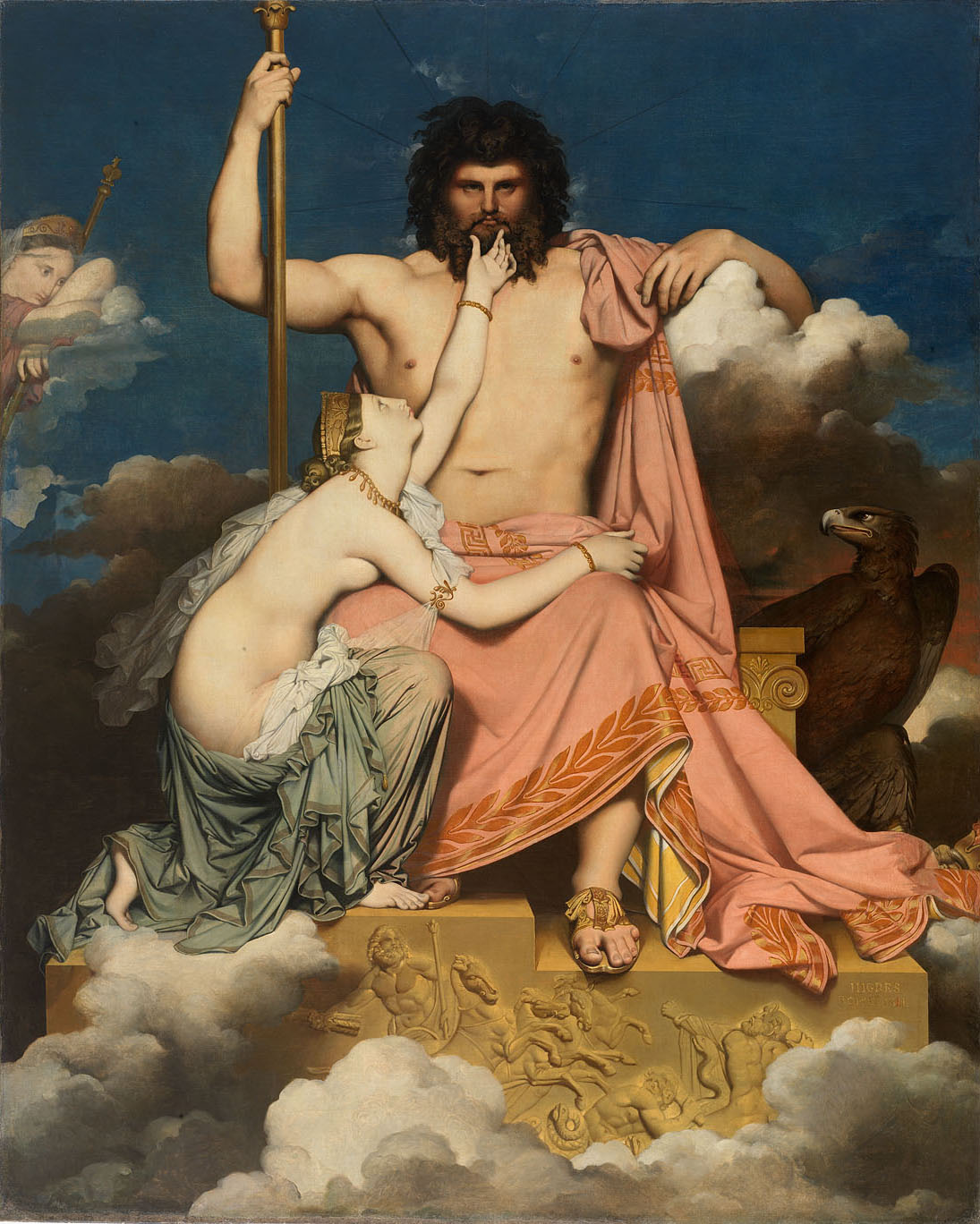
그리스의 천부신 제우스.

천부신(天父神, 영어: sky father)은 하늘을 관장 또는 상징하는 천공신이자 주신으로, 대지모신과 대비되는 존재라고 할 수 있다. 다신교와 일신교를 막론하고 많은 종교에는 천부신이 존재한다.
"천부신"이라는 말은 원시 인도유럽 신화의 디에우스 프테르를 직역한 것으로, 이것은 인도의 디아우스, 그리스의 제우스, 로마의 유피테르의 어원이 된다. 하늘을 아버지로, 땅을 어머니로 보는 관념은 인도유럽 신화 밖에서도 발견되지만 보편적인 것은 아니다. 예컨대 이집트 신화에서는 땅이 아버지(게브)고 하늘이 어머니(누트)다.

## 목록
- 원시 인도유럽 신화
  - 디에우스
  - 웨루노스
- 그리스 신화
  - 크로노스
  - 우라노스
  - 제우스
- 인도 신화
  - 디아우스
  - 바루나
  - 인드라
- 슬라브 신화
  - 데이보스
  - 페룬
- 발트 신화
  - 디에바스
  - 페르쿠나스
- 로마 신화
  - 유피테르
- 북유럽 신화
  - 오딘
  - 토르
  - 티르

## 같이 보기
- 천공신